# باول فينزيل
باول فينزيل (بالإنجليزية: Paul Wenzel)‏ هو فنان ورسام ورسام توضيحي أمريكي، ولد في 1 فبراير 1935.